# AnoNet
anoNet은 VPN과 소프트웨어 BGP 라우터를 사용하여 구축된 분산형 프렌드 투 프렌드(friend-to-friend, 친구 간 연결) 네트워크이다. anoNet은 네트워크상의 다른 사람들의 신원을 파악하기 어렵게 만들어 그들이 IPv4 및 IPv6 서비스를 익명으로 호스팅할 수 있도록 한다. anoNet의 주요 목표 중 하나는 참가자들의 언론 및 표현의 자유를 보호하는 것이다.

## 동기
서비스별로 익명 네트워크를 구현하는 것은 단점이 있으며, 그러한 작업이 애플리케이션 계층에서 구축되어야 하는지는 논쟁의 여지가 있다. 더 간단한 접근 방식은 참가자들이 강력한 익명성을 누리는 IPv4/IPv6 네트워크를 설계하는 것일 수 있다. 그렇게 하면 이미 인터넷 전반에 걸쳐 작성되고 사용 가능한 수많은 애플리케이션 및 서비스를 사용할 수 있다.
IPv4 네트워크는 설계상 익명성을 배제하지 않는다. IP 주소 소유자의 신원을 주소 자체와 분리하는 것만 필요하다. 상업용 인터넷 연결 및 청구 기록의 필요성 때문에 이것은 불가능하지만, 사설 IPv4 네트워크는 그러한 요구 사항을 공유하지 않는다. 이러한 메타 네트워크의 라우터 관리자가 인접 라우터에 대한 정보만 알고 있다고 가정하면, 표준 라우팅 프로토콜이 패킷이 목적지에 도달하는 올바른 경로를 찾는 것을 처리할 수 있다. 대부분의 사람들의 위협 모델에서 한 홉(hop) 이상 떨어진 모든 목적지는 익명으로 간주될 수 있다. 이는 직접 연결된 피어(peer)만 자신의 IP를 알기 때문이다. 자신에게 직접 연결되지 않은 누구든 21.0.0.0/8 범위의 IP로만 자신을 알며, 해당 IP는 식별 가능한 정보와 반드시 연결되어 있지는 않다.

## anoNet은 가명이다
모든 사람은 anoNet IP 주소의 프로필을 만들 수 있다: 어떤 종류의 문서를 발행하거나 요청하는지, 어떤 언어로, 어떤 국가나 도시에 대해 등. 만약 이 IP가 소유자의 신원을 드러낼 수 있는 문서를 발행하면, 이전에 발행되거나 요청된 다른 모든 문서는 이 신원과 연결될 수 있다. 다른 일부 프렌드 투 프렌드(F2F) 프로그램과는 달리, anoNet에는 노드의 IP를 직접 연결되지 않은 모든 노드로부터 숨기는 자동 전달 기능이 없다.
그러나 모든 기존 F2F 프로그램은 anoNet 내에서 사용될 수 있으므로 누군가가 이러한 F2F 프로그램 중 하나를 사용하는 것을 감지하기 더 어렵다 (외부에서는 VPN 연결만 보이지만, 트래픽 분석은 여전히 가능하다).

## 아키텍처
이러한 네트워크의 자원 봉사 특성상 멀리 떨어진 호스트로 광섬유를 연결하는 것은 비용이 너무 많이 들기 때문에, 네트워크는 라우터 간 및 라우터-사용자 연결 모두에 기성품 VPN 소프트웨어를 사용한다. 이것은 또한 외부 도청에 대한 무적성 및 누가 참여하는지 관심 있는 사람들에게 주의를 줄 수 있는 특이한 소프트웨어가 필요 없다는 등의 다른 장점도 제공한다.
인터넷 자체와의 주소 충돌을 피하기 위해 anoNet은 초기에 1.0.0.0/8 IP 범위를 사용했다. 이는 10.0.0.0/8, 172.16.0.0/12, 192.168.0.0/16과 같은 내부 네트워크는 물론 할당된 인터넷 범위와의 충돌을 피하기 위함이었다. 2010년 1월 인터넷 할당 번호 관리기관은 1.0.0.0/8을 APNIC에 할당했다. 2017년 3월 anoNet은 네트워크를 21.0.0.0/8 서브넷으로 변경했으며, 이 서브넷은 미국 국방부에 할당되었지만 현재 인터넷에서 사용되지 않고 있다.
네트워크 자체는 라우터의 규칙적이고 반복적인 패턴으로 배열되어 있지 않지만, 중복 (>1) 링크가 선호된다. 이는 네트워크를 더욱 분산화하고, 병목 현상을 줄이며, BGP 사용으로 중복성을 허용한다.
적합한 VPN 선택지는 많지는 않지만 사용할 수 있다. FreeS/WAN 또는 Greenbow와 같은 강력한 IPsec 패키지는 모두 허용된다. 오픈VPN 및 SSH 터널링과 같은 비 IPsec 솔루션도 존재한다. 균일한 네트워크가 필요하지 않으며, 각 링크는 실제로 다른 VPN 데몬을 사용할 수 있다.

## 작동 방식
인터넷에서는 다른 호스트의 IP 주소를 알지 못하면 통신할 수 없다. 따라서 anoNet은 피어에게 알려지게 되며, 그들과 통신하는 데 사용되는 서브넷 마스크도 알려진다. 라우팅 프로토콜인 BGP는 모든 노드가 원하는 경로를 광고할 수 있도록 하며, 이 seemingly 혼란스러운 방법이 사용자에게 익명성을 제공한다. 노드가 새로운 경로를 광고하면, 다른 국가의 다른 컴퓨터로 VPN을 통한 경로인지, 아니면 단순히 해당 사용자 컴퓨터의 더미 인터페이스인지 판단하기 어렵다.
특정 분석을 사용하여 서브넷이 원격(다른 국가에 있는 경우)인지, 로컬(더미 인터페이스 또는 이더넷을 통해 연결된 컴퓨터인 경우)인지 판단할 수 있다. 여기에는 TCP 타임스탬프, 핑 시간, OS 식별, 사용자 에이전트 및 트래픽 분석이 포함된다. 이들 중 대부분은 사용자의 조치를 통해 완화될 수 있다.

## 확장성
BGP v4에는 65536개의 ASN을 사용할 수 있다. anoNet이 해당 라우터 수에 도달하기 훨씬 전에 네트워크는 OSPF 클라우드로 분할되거나, 완전히 다른 라우팅 프로토콜로 전환되거나, 32비트 AS 번호가 이제 표준화되었으므로 나머지 인터넷과 마찬가지로 ASN에 32비트 정수를 사용하도록 BGP 프로토콜을 변경해야 할 것이다.
21.0.0.0/8 서브넷에는 65536개의 /24 서브넷만 있다. 사용되지 않는 새로운 /8 서브넷이 있다면 이것을 추가하여 쉽게 극복할 수 있을 것이다.

## 보안 문제
anoNet 사용자와 연결된 식별 가능한 정보가 없으므로, 네트워크가 완전히 혼란에 빠질 것이라고 가정할 수도 있다. 다른 익명 네트워크와 달리 anoNet에서는 특정 라우터나 사용자가 문제를 일으키는 경우 방화벽으로 쉽게 차단할 수 있다. 만약 그들이 전체 네트워크에 영향을 미치는 경우, 그들의 피어는 터널을 끊을 것이다.
무작위 주소 지정의 혼란스러운 특성으로 인해 링크 IP 주소를 숨길 필요가 없다. 이들은 이미 알려져 있다. 그러나 사용자가 서비스를 실행하거나 익명으로 토론에 참여하고자 한다면, 새로운 경로를 광고하고 해당 서비스나 클라이언트를 새로운 IP 주소에 바인딩할 수 있다.

## 같이 보기
- 익명 P2P
- 암호화 무정부주의
- 다크넷 연합체
- 다크넷

- 프리넷
- GNUnet
- I2P
- 레트로셰어